# Frederick Ashton

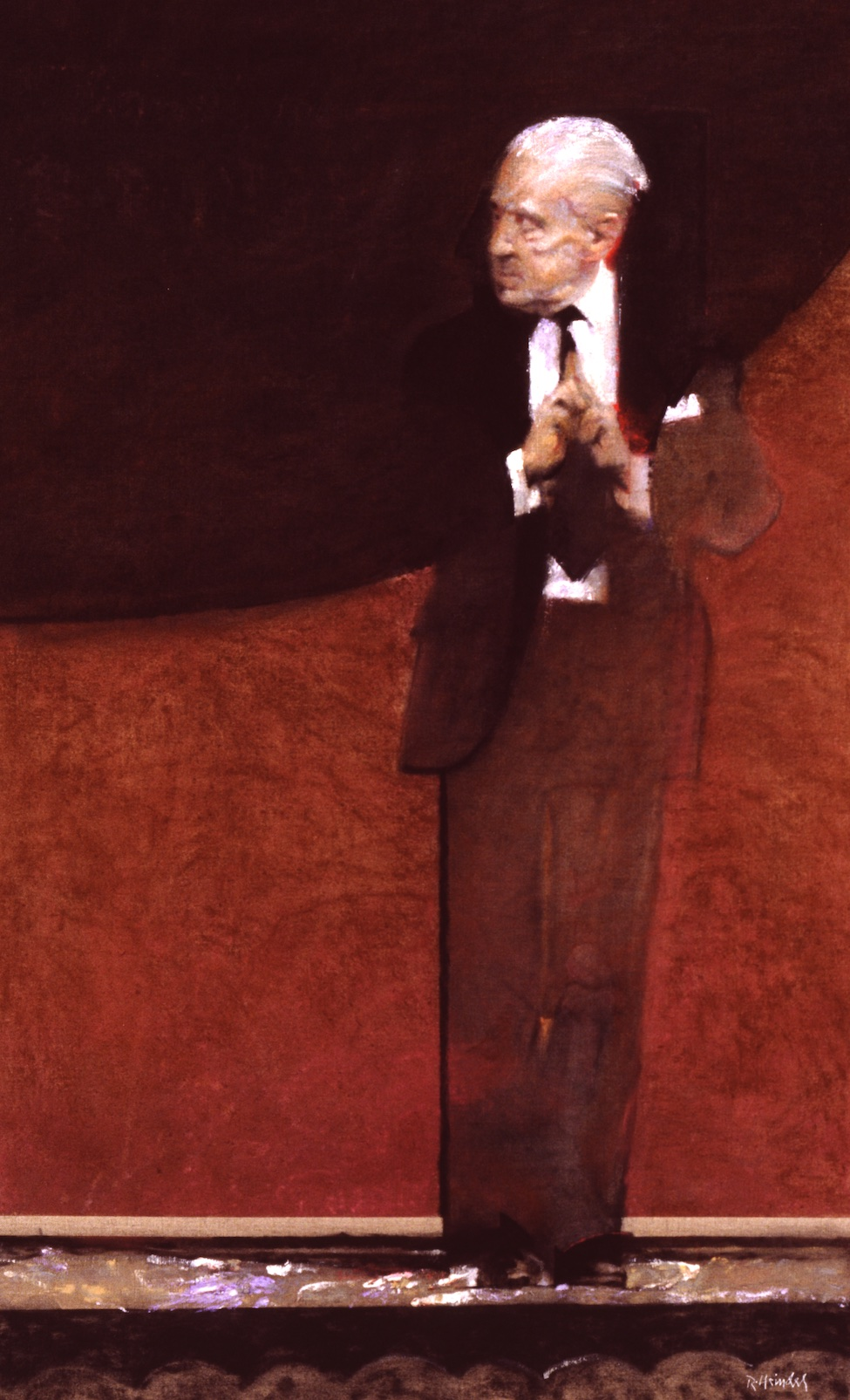
Frederick Ashton

Frederick William Mallandaine Ashton (Guayaquil, 17 september 1904 – Eye, 18 augustus 1988) was een Engelse choreograaf. Hij geldt samen met choreografe Ninette de Valois als de grondlegger van de huidige stijl van het Engels ballet. Ashton was vanaf 1935 de eerste huischoreograaf van het Royal Ballet en vanaf 1963 was hij ook artistiek leider. Ashton had net als de vermaarde Marius Petipa het vermogen het esthetische karakter van ballet treffend weer te geven, bijvoorbeeld in een sprankelende spitzendans. Zijn choreografieën zij vooral lyrisch van aard, met daarnaast humoristische trekjes. Beroemd zijn bijvoorbeeld de twee ugly sisters in Cinderella (1948), in travestie gedanst door twee mannen. Op deze manier heeft Ashton veel oude repertoireballetten opnieuw op de planken gebracht door middel van zijn eigen interpretatie.

## Bron
1. ↑  https://web.archive.org/web/20100804161334/http://infoweb.newsbank.com/iw-search/we/InfoWeb?p_action=doc

- Biblioteca Nacional de España: XX1618074
- Bibliothèque nationale de France: cb13617957z (data)
- Gemeinsame Normdatei: 118646095
- International Standard Name Identifier: 0000 0001 1026 2010
- Library of Congress Control Number: n50001986
- Nationale Bibliotheek van Letland: 000313511
- Nationale Bibliotheek van Tsjechië: jn20000600453
- Nationale bibliotheek van Australië: 35618623
- Nationale Bibliotheek van Israël: 987007373106005171
- Nederlandse Thesaurus van Auteursnamen: 07239921X
- LIBRIS: 315204
- SNAC: w61n82mm
- Système universitaire de documentation: 070687978
- Trove: 1016637
- Virtual International Authority File: 46936974
- WorldCat: E39PBJhMf7HC9w6RB4vtfmrKBP